# Judith Wyderová
Judith Wyderová (* 25. června 1988 Bern, Švýcarsko) je švýcarská reprezentantka v orientačním běhu s velšskými kořeny. Je pětinásobnou mistryní světa. Mezi její největší úspěchy na mezinárodní scéně patří, kromě medailí z mistrovství světa, také zlatá medaile z mix štafet na světových hrách 2013 nebo 6 zlatých medailí z evropských šampionátů. Běhá za švýcarský klub OLG Thun a švédský klub Göteborg Majorna OK.
V říjnu 2018, po finále světového poháru v České republice, oznámila prostřednictvím sociálních sítí konec profesionální kariéry.

## Sportovní kariéra
| Přehled úspěchů na Mistrovství světa | Přehled úspěchů na Mistrovství světa | Přehled úspěchů na Mistrovství světa | Přehled úspěchů na Mistrovství světa | Přehled úspěchů na Mistrovství světa |
| Mistrovství světa                    | Sprint                               | Middle                               | Long                                 | Štafety                              |
| ------------------------------------ | ------------------------------------ | ------------------------------------ | ------------------------------------ | ------------------------------------ |
| Savojsko 2011                        | 19. místo                            | 3. místo                             | X                                    | 7. místo                             |
| Lausanne 2012                        | 16. místo                            | 20. místo                            | X                                    | 1. místo                             |

| Přehled úspěchů na Mistrovství Evropy | Přehled úspěchů na Mistrovství Evropy | Přehled úspěchů na Mistrovství Evropy | Přehled úspěchů na Mistrovství Evropy | Přehled úspěchů na Mistrovství Evropy |
| Mistrovství Evropy                    | Sprint                                | Middle                                | Long                                  | Štafety                               |
| ------------------------------------- | ------------------------------------- | ------------------------------------- | ------------------------------------- | ------------------------------------- |
| Falun 2012                            | 4. místo                              | 13. místo                             | X                                     | X                                     |

| Přehled úspěchů na Mistrovství světa juniorů | Přehled úspěchů na Mistrovství světa juniorů | Přehled úspěchů na Mistrovství světa juniorů | Přehled úspěchů na Mistrovství světa juniorů | Přehled úspěchů na Mistrovství světa juniorů |
| Mistrovství světa juniorů                    | Sprint                                       | Middle                                       | Long                                         | Štafety                                      |
| -------------------------------------------- | -------------------------------------------- | -------------------------------------------- | -------------------------------------------- | -------------------------------------------- |
| Dubbo 2007                                   | 20. místo                                    | 18. místo                                    | 33. místo                                    | 3. místo                                     |
| Göteborg 2008                                | 23. místo                                    | 11. místo                                    | 13. místo                                    | 8. místo                                     |